# Svenska mästerskapen i jujutsu 1992
Svenska mästerskapen i ju-jutsu 1992 avgjordes i Växjö 23-24 maj 1992.
Arrangerande förening var  Växjö ju-jutsuklubb. 

## Resultat
| Placering | Namn           | Klubb          |
| --------- | -------------- | -------------- |
| Guld      | Annika Nilsson | Umeå Budoklubb |

| Placering | Namn           | Klubb          |
| --------- | -------------- | -------------- |
| Guld      | Kerstin Olsson | Stockholm      |
| Silver    | Eva Röjerås    | Sandvikens JJK |
| Brons     | Malin Dotzsky  | Borlänge JJK   |

| Placering | Namn                  | Klubb         |
| --------- | --------------------- | ------------- |
| Guld      | Eugenio Osorio-Florio | Växjö JJK     |
| Silver    | Heinz Reidvik         | Växjö JJK     |
| Brons     | Johan Blomdahl        | Herrjunga JJK |

| Placering | Namn              | Klubb          |
| --------- | ----------------- | -------------- |
| Guld      | Christer Öqvist   | Umeå Budoklubb |
| Silver    | Niklas Sävenstedt | Umeå Budoklubb |
| Brons     | Ingemar Sköld     | Nacka JJK      |

| Placering | Namn            | Klubb          |
| --------- | --------------- | -------------- |
| Guld      | Lars Pettersson | Borlänge JJK   |
| Silver    | John Pääkkönen  | Umeå Budoklubb |
| Brons     | Kåre Nordström  | Timrå JJK      |

| Placering | Namn            | Klubb                |
| --------- | --------------- | -------------------- |
| Guld      | Leif Löfström   | Umeå Budoklubb       |
| Silver    | Morgan Stoppert | Linköpings Budoklubb |
| Brons     | Henrik Lidberg  | BK Hiyama, Varberg   |

| Placering | Namn                              | Klubb                |
| --------- | --------------------------------- | -------------------- |
| Guld      | Kåre Nordström / Morgan Nordström | Timrå JJK            |
| Silver    | Göran Westling / Erik Lundström   | Sundsvalls Budoklubb |
| Brons     | Anders Broman / Hans Andersson    | Sandvikens JJK       |

| Placering | Namn                                  | Klubb            |
| --------- | ------------------------------------- | ---------------- |
| Guld      | Monika Laxfors / Isabelle Sarfati     | Upplands-Bro JJK |
| Silver    | Maria Persson / Anna-Kaarina Partanen | Stockholm        |

| Placering | Namn                              | Klubb                |
| --------- | --------------------------------- | -------------------- |
| Guld      | Margareta Selander / Anders Lodin | Timrå JJK            |
| Silver    | Marlene Norberg / Jan Larsson     | Sundsvalls Budoklubb |
| Brons     | Annette Öberg / Magnus Karlsson   | Högdalens BK         |